# Berlin Festival
Das Berlin Festival war ein zweitägiges Musikfestival in Berlin, das seit 2005 jährlich zunächst im Sommer, später im September stattfand. Austragungsgelände war 2005 und 2006 das MAFZ in Paaren im Glien und 2007 das Poststadion in Berlin-Mitte. 2008 pausierte die Veranstaltung. Von 2009 bis 2013 fand das Festival auf dem Gelände des ehemaligen Flughafens Berlin-Tempelhof statt. Das bisher letzte Berlin Festival wurde 2015 im Arena Park in Alt-Treptow ausgetragen. Gegründet wurde das Berlin Festival von Hilary Kavanagh und Conny Opper. Hauptveranstalter war seit 2009 die Intro Beteiligungs GmbH, die auch das Melt-Festival organisiert.

## Veranstaltungsorte

### MAFZ Paaren im Glien
Zunächst fand das Festival in den Jahren 2005 und 2006 auf dem Gelände des Märkischen Ausstellungs- und Freizeitzentrums (MAFZ) im brandenburgischen Paaren im Glien, westlich von Berlin, statt. Neben einer Open-Air-Bühne gab es eine kleinere zweite Bühne innerhalb der Räumlichkeiten des MAFZ.

### Poststadion Berlin-Mitte
Im Jahr 2007 wurde das Gelände des Poststadions in Berlin-Mitte mit zwei Open-Air-Bühnen genutzt. Zudem wurde der Tape Club nahe dem Hauptbahnhof einbezogen, in dem die nächtlichen Veranstaltungen stattfanden, da das Festival aufgrund seiner Innenstadtlage Lärmschutzauflagen zu beachten hatte.

### Tempelhof
Das Festivalgelände befand sich von 2009 bis 2013 unter den Hangars und auf dem betonierten Vorfeld vom Flughafen Berlin-Tempelhof. Bis auf die Hauptbühne standen die vier anderen Bühnen unterhalb der Hangars. Die ehemaligen Check-in-Schalter wurden für die Bändchenausgabe genutzt. Rund um das Festivalgelände gab es keine gesonderten Camp- und Parkmöglichkeiten. Aufgrund von Lärmschutzauflagen dürfen Open-Air-Konzerte auf dem ehemaligen Flughafengelände nur bis 24 Uhr stattfinden. Im Club XBERG in und um die Arena Berlin wurde das Festival bis 6 Uhr fortgesetzt. Die Besucher kamen zu diesem kostenpflichtigen Zusatzangebot mittels Shuttlebussen.

### Arena Park
Im September 2014 und 2015 fand das Berlin Festival im Arena Park statt. Als Arena Park bezeichnet der Veranstalter die Arena Berlin mit den angrenzenden Clubs wie dem White Trash, dem Club der Visionäre, dem Glashaus, der Hoppetosse sowie dem Badeschiff. Der Arena Park befindet sich nahe dem Treptower Park im Ortsteil Alt-Treptow.

## Geschichte

### 2005
Das 1. Berlin Festival fand am 4. Juni 2005 statt. Folgende Bands und Künstler spielten:
- Headliner: Ian Brown, The Kills, Ladytron, The Wedding Present, The Undertones, Jeans Team, Whitey, Animal Collective
- Die Sterne, Liars, Betamax Format, Beat Up, Black Dice, Sons and Daughters, The Sighs, The Tape, Autonervous, Kate Mosh, Namosh, Kissogram, Cobra Killer

### 2011

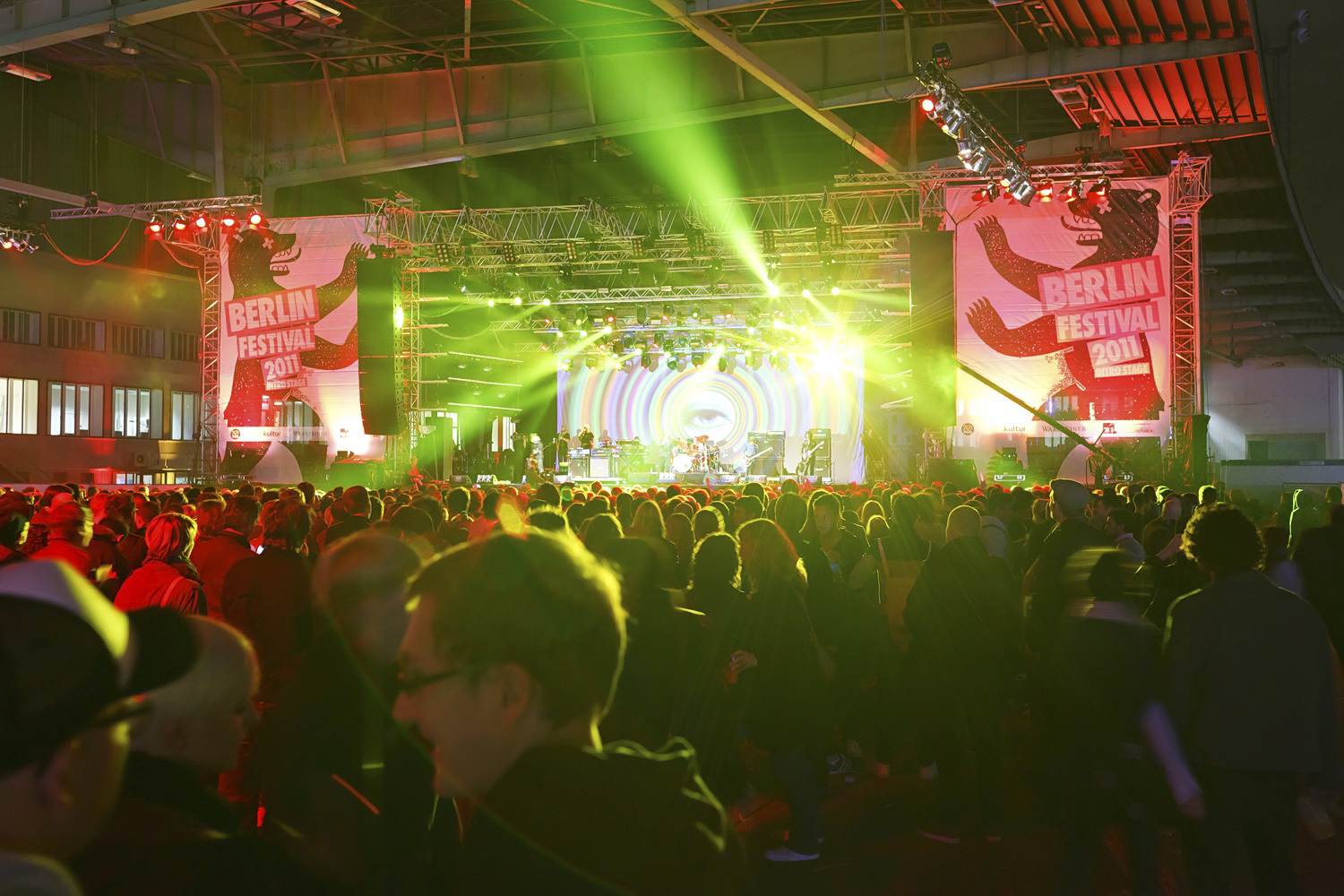
Bühne beim Berlin Festival 2011

Das 6. Berlin Festival fand am 9. und 10. September 2011 statt. Folgende Bands und Künstler spielten:
- Headliner: Beginner, Public Enemy, Suede
- A-Trak, Alex Winston, Aloe Blacc, Andy Butler, Apparat Band, Austra, Bag Raiders, Battles, Beirut, Berlin Battery, Bodi Bill, Boy George, Boys Noize, Brodinski, Buraka Som Sistema, Cansei de Ser Sexy, Casper, Clap Your Hands Say Yeah, Dada Disco, Daniel Wang, Das Glow, dEUS, Diplo, Discodromo, Djedjotronic, DJ Hell, Dry the River, En Chante, Feadz, Firefox AK, Florrie, Full Nelson, G.I. Disco, Gesaffelstein, Greco-Roman, Hackman, Headman, Health, Hercules and Love Affair, Housse de Racket, James Blake, Jan Driver & Audionite, Jimmy Edgar, JR Seaton, Kraftklub, Kruder & Dorfmeister, Last Days of 1984, LFO, Los Massieras, Marc Vedo, Menage A Trois, Milch, Mine & Hers, Mogwai, Mount Kimbie, Mr. Oizo, Oh Land, Olivier Tabillion, Intergalactic Hufdisko & Sol Tight, Pantha du Prince, Pony Pop, Primal Scream, Rainbow Arabia, Relish Recordings Special, Remmidemmi, Retro Stefson, Santigold, Skrillex, Steve Morell, Strip Steve, The Black Angels, The Drums, The Naked and Famous, The Rapture, Tune-Yards, Waters, Wire, Yelle

Neben den musikalischen Darbietungen gab es das Art Village auf dem Gelände, in dem internationale Künstler aus dem Bereich der Urban- und Streetart ihre Werke präsentierten.

### 2012
Das 7. Berlin Festival fand am 7. und 8. September 2012 auf dem Gelände des ehemaligen Flughafens Berlin-Tempelhof statt. Es spielten folgende Bands:
- Headliner: The Killers, Paul Kalkbrenner
- Bonaparte, Christine and the Queens, Clock Opera, Cro, Crocodiles, Daughter, Die Heiterkeit, DJ Maxximus, Django Django, Fieber-Tanzparty, First Aid Kit, Franz Ferdinand, Friendly Fires, Friends, Frittenbude, Ghostpoet, Grimes, Highasakite, I Heart Sharks, iamamiwhoami, INDIE.DISKO.GEHN, Jamie N Commons, Kate Nash, Kimbra, Kolmer, Kraftklub, Laing, Lay Low, Le Galaxie, Little Dragon, Major Lazer, Marc-Alan Gray & Jonathan Posse, Marsimoto, Michael Kiwanuka, Miike Snow, Muso, Nervous Ice in Cheap Cola, Nicolas Jaar (live in concert), Of Monsters and Men, Orbital, Plan B (Berlin), Rakete vs Sol Tight, SBTRKT (live), Sigur Rós, Silent Disco Noize[4], Sizarr, Spencer (Karrera Klub), Steve Morell, Team Recorder, Brandt Brauer Frick, The Soundtrack of Our Lives, Tocotronic, Tomfoolery, TOY (Riotvan/Leipzig), Turboweekend, Wasted Ruffians, WhoMadeWho, We Have Band

Im Club XBERG spielten folgende Bands und DJs:
- About Time DJ Team (Aschoff & Andres & LPLD), Brandt Brauer Frick, Crookers, Dada Disco, Dada Life, Dancing Potatoes, Dillon, DJ Supermarkt, Dumme Jungs, Etnik, F.O.O.L., Fritz Zander, Full Nelson, Hercules and Love Affair Soundsystem, Joey Hansom, Junior Boys, Kate Boss + Akia, KRSN, Light Asylum, Marius Funk, Matthias Meyer & Patlac, Metronomy, Modeselektor, Mostly Robot, Oliver Tabillion, Return of the Amazons feat. Melissa Logan (Chicks On Speed) & Maral Salmassi, Schwarz Dont Crack, Simian Mobile Disco, Slagsmålsklubben, The Magician, Totally Enormous Extinct Dinosaurs, When Saints Go Machine, Will Saul

### 2013
Das 8. Berlin Festival fand am 6. und 7. September 2013 statt. Auf dem ehemaligen Flughafen Tempelhof spielten folgende Bands:
- Headliner: Blur, Björk, Pet Shop Boys
- Alin Coen Band, Asbjorn, Audionite, Bastille, Ben Pearce, Big Black Delta, Blitzkids mvt., Booka Shade, Bosnian Rainbows, Boys Noize, Breakbot, Monika Brodka, Busy P, Capital Cities, Caracol, Casper, Claptone, Cocolores, Cvnt, Deichkind, Delphic, Die Orsons, Dillon, DJ Koze, Djedjotronic, Dumme Jungs, Ellen Allien, Ellie Goulding, Fenech-Soler, Fritz Kalkbrenner, Get Well Soon, Gorgon City, Graf v. Bothmer, Hoodie Allen, Is Tropical, John Talabot, Justice, Kiddy Smile, King Kong Kicks, Klaxons, Le1f, Left Boy, Man Without Country, Matias Aguayo & The District Union, Maxim DJ-Set (The Prodigy), MIA., Mighty Oaks, Mike Q, Miss Kittin, My Bloody Valentine, New Young Pony Club, OK Kid, Pantha du Prince, Para One, Parquet Courts, Pilo, Pool, Round Table Knights, Ruen Brothers, Savages, Say Yes Dog, Scntst, Sebastian, Shir Khan, SOHN, Still Parade, Strip Steve, Tale Of Us, Teesy, The Majority, The Mouse, Tomahawk, Turbostaat, Villagers, Vjuan Allure, White Lies

### 2014
Das 9. Berlin Festival fand vom 5. bis 7. September 2014 im Arena Park zeitgleich zur Berlin Music Week statt, die Veranstaltung war laut Angaben des Veranstalters ausverkauft. Aufgetreten sind folgende Künstler:
- Headliner[5] : K.I.Z, Woodkid, Moderat
- Weitere Künstler[5] : A Black Rainbow, Adi Ulmansky, Aerea Negrot, Ahzumjot, Ali Schwarz, Alle Farben, André Galluzzi, Austra, Beatport Allstars, Bilderbuch, Bishop Neruh, Black Cracker, Bombay Bicycle Club, Chase & Status (DJ-Set), Chopstick & Johnjon, Clé, Coely, Crystal Fighters, Darkside, Dieter Meier, Digitalism, DJ Koze, DJ Stickel, DJ Trixie Trainwreck[7], Drunken Masters, Dynasty, Edgar Wasser, Editors, Electric Zoo, Ellen Allien, Elli De Mon, Eva Be, Fidelity Kastrow, Foreign Beggars, Fünf Sterne deluxe, Genetikk, GoldLink, Henrik Schwarz, Highasakite, Hudson Mohawke, Huss & Hodn, HVOB, Jacques Greene, Jazzanova, Jessie Ware, Jimmy Edgar, Karate Andi, Kid Ink, Kiki, Magda, Man Without Country, Meggy, MoTrip, Mount Kimbie, Mykki Blanco, Neneh Cherry & RocketNumberNine, Nina Kraviz, Nod Ones Head, NYMA, Olson, Pascal Hetzel, Paskal & Urban Absolutes, Rampue, Rufus, Rustie, Savoy Satellites, Schlachthofbronx, Sierra Sam, SSIO, Sven Väth, Taktlo$$, The Acid, The Jaydes, Todd Terje, Trentemøller, Waldo, Warpaint, Zoot Woman

Besonderheiten:
Hawk House war ursprünglich noch geplant sagte aber ab. Die Band Darkside spielten auf dem 9. Berlin Festival eins ihrer letzten Konzerte, Das Quartett rund um Das Bo und Tobi Tobsen, die Fünf Sterne Deluxe betraten nach zehn Jahren auf dem Festival mal wieder die Bühne und Moderat kündigte eine Auflösung zum Ende dieses Jahres an.

### 2015
Das 10. Berlin Festival fand am 29. bis 31. Mai wie im Vorjahr im Arena Park statt.
- Headliner: GusGus, Fritz Kalkbrenner, Underworld
- Weitere Künstler: James Blake, Róisín Murphy, Richie Hawtin, Dixon, Chet Faker, Rudimental, Marek Hemmann, Tale Of Us, Carl Craig, Robert Hood und Ten Walls